# Becker (Minnesota)
Becker è una città degli Stati Uniti d'America, situata in Minnesota, nella Contea di Sherburne.